# Kușelivka, Hmilnîk
Kușelivka (în ucraineană Кушелівка) este un sat în comuna Velîkîi Mîtnîk din raionul Hmilnîk, regiunea Vinnița, Ucraina.

## Demografie
Componența lingvistică a localității Kușelivka
     Ucraineană (98,99%)
     Alte limbi (1,01%)
Conform recensământului din 2001, majoritatea populației localității Kușelivka era vorbitoare de ucraineană (98,99%), existând în minoritate și vorbitori de alte limbi.